# Glaucius Oliva
Glaucius Oliva é um cientista brasileiro, membro titular da Academia Brasileira de Ciências e comendador da Ordem Nacional do Mérito Científico. É engenheiro, bioquímico, cristalógrafo e professor de Ciências Físicas e Biomoleculares. Juntamente a outros 15 brasileiros, foi considerado pela Revista norteamericana TIME (Time Magazine, 24/05/1999, p. 112) e pela rede de televisão CNN, como um dos "50 Líderes Latinoamericanos para o Novo Milênio".
Suas amostras cristalográficas foram analisadas em ônibus espacial da NASA para estudos de desenvolvimento de novos fármacos. Possui mais de 140 artigos completos publicados em periódicos científicos, com mais de 3900 citações. Ocupou de 2011 a 2015 o cargo de presidente do Conselho Nacional de Desenvolvimento Científico e Tecnológico (CNPq), órgão do Ministério da Ciência, Tecnologia e Inovação (MCTI).
Filho de Neyde Gandolfi Oliva e de Apolo Oliva Filho, Glaucius cursou engenharia elétrica na Universidade de São Paulo (USP), Escola de Engenharia de São Carlos (EESC), entre os anos de 1977 e 1981. Naquela ocasião, o regimento da USP permitia a um mesmo aluno, matricular-se em dois cursos de graduação simultaneamente. Além da engenharia, Glaucius também cursava Física. Antes mesmo de formar-se como físico, por ocasião de um projeto de extensão do Instituto de Física e Química de São Carlos (IFQSC), Glaucius teve a oportunidade de tornar-se professor, cargo que ocupa até os dias de hoje. Devido ao crescimento do IFQSC, em 1994 o instituto foi dividido em dois: o IFSC e o IQSC.
No início da década de 1980, estudou métodos de determinação de estruturas por difração de raios X em monocristais, com aplicação a alguns complexos de lantanídeos e metais de transição, tema este que se tornou em 1983 sua dissertação de mestrado.
Entre os anos de 1984 e 1988, dedicou-se ao estudo da cristalografia de proteínas por meio de difração de raios-X, mais especificamente do polipeptídeo denominado antiamoebin I. Tal estudo rendeu-lhe o título de doutor em cristalografia de proteínas pela Universidade de Londres, sob a orientação do renomado cientista Sir Tom Blundell.